# Użok
Użok (węg. Uzsok) – wieś w Karpatach Wschodnich na Ukrainie, nad rzeką Uż, w rejonie użhorodzkim (do 2020 w rejonie wielkoberezieńskim) obwodu zakarpackiego, po drugiej stronie grzbietu karpackiego niż Sianki; przed I wojną światową jak i niemal cała późniejsza Słowacja w granicach Węgier, w dwudziestoleciu międzywojennym należała do Czechosłowacji.
Do 1918 w komitacie Ung graniczyła z powiatem turczańskim (Galicja). W okresie austro-węgierskim prowadziła tędy droga ze Starego Sambora, przez Turkę na Węgry. Wieś była letniskiem uzdrowiskowym. W 1905 władze Austro-Węgier przeprowadziły tędy strategiczną linię kolejową łączącą Użhorod z Samborem. Jest to do dziś jedna z najpiękniej położonych linii kolejowych w Karpatach z licznymi wiaduktami i tunelami od strony zakarpackiej. Wieś została zniszczona podczas kolejnych walk o Przełęcz Użocką podczas I i II wojny światowej.

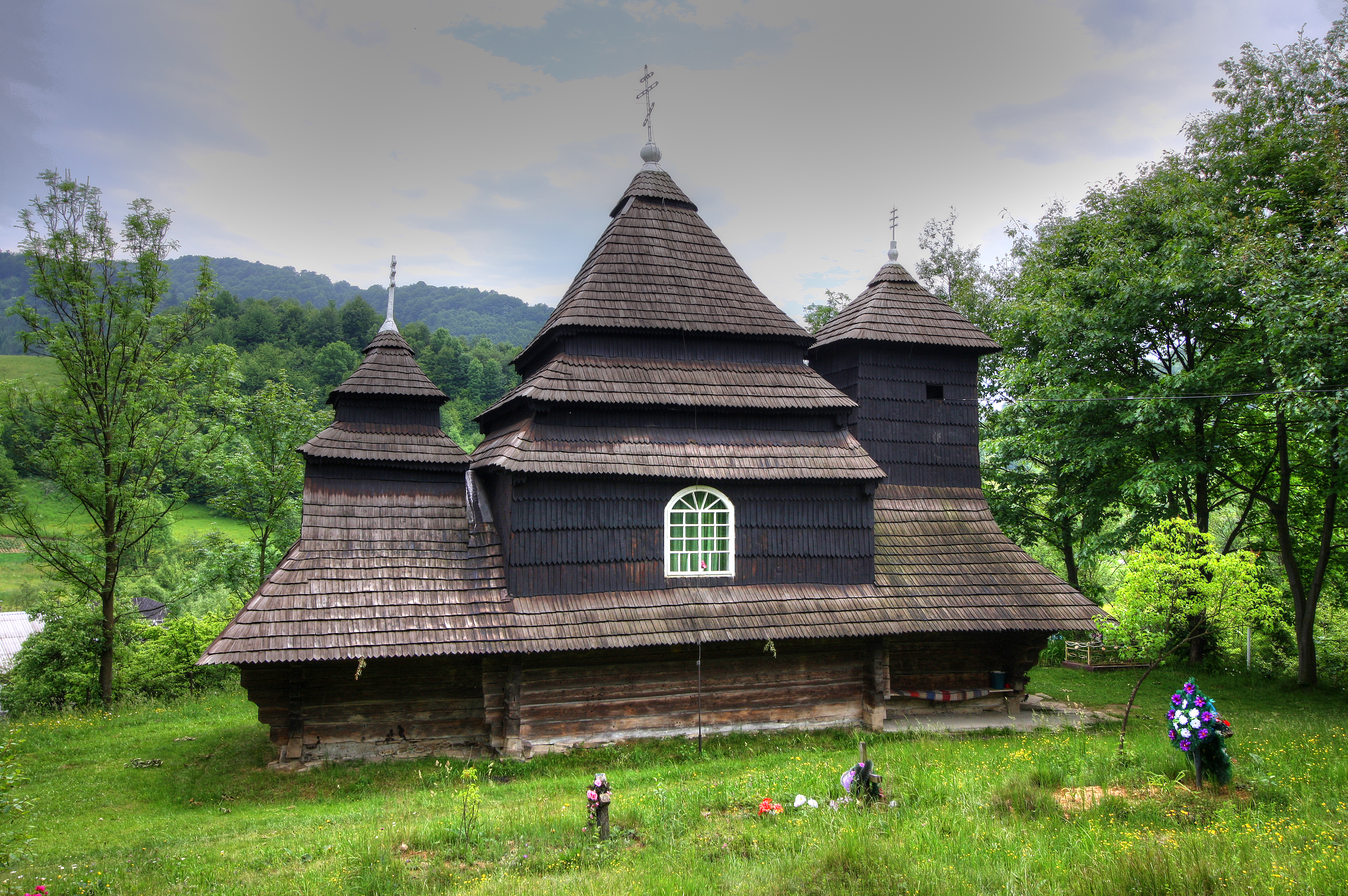
Cerkiew św. Michała Archanioła

Obecnie istnieje tutaj kilkadziesiąt zabudowań zlokalizowanych u stóp olbrzymiego wiaduktu. We wsi znajduje się drewniana cerkiew i przystanek kolejowy Użok. Natomiast przedwojenna stacja graniczna na przełęczy Użockiej nie istnieje (budynki wykorzystano do innych celów). Obok przebiega mało uczęszczana droga regionalna H13 ze Lwowa do Użhorodu. Z przełęczy użockiej prowadzi ukraiński szlak turystyczny na Opołonek i Kińczyk Bukowski – szczyty leżące na granicy, ale niedostępne dla turystów od strony polskiej:
- Przełęcz Użocka (853 m n.p.m.) – Opołonek (1028 m n.p.m.) – Kińczyk Bukowski (1251 m n.p.m.)

Cerkiew św. Michała Archanioła w Użoku 21 czerwca 2013 została wpisana na Listę Światowego Dziedzictwa UNESCO wraz z innymi drewnianymi cerkwiami w Polsce i na Ukrainie.